# Орлан-білохвіст (срібна монета)
«Орла́н-білохві́ст» — срібна пам'ятна монета номіналом 10 гривень, випущена Національним банком України. Присвячена орлану-білохвосту — одному з найбільших представників хижих птахів Євразії, зникаючому виду (ряд — Соколоподібні, родина — Яструбові), уключеному до Червоної книги України та Європейського Червоного списку тварин і рослин, що перебувають під загрозою зникнення.
Монету введено в обіг 10 липня 2019 року. Вона належить до серії «Флора і фауна».

## Опис монети та характеристики
| Номінал грн. | Метал            | Маса, грам   | Діаметр, мм. | Якість виготовлення | Гурт                           | Тираж, штук |
| ------------ | ---------------- | ------------ | ------------ | ------------------- | ------------------------------ | ----------- |
| 10           | срібло 925 проби | 31,1 / 33,62 | 38,61        | пруф                | гладкий із заглибленим написом | 2 500       |

### Аверс

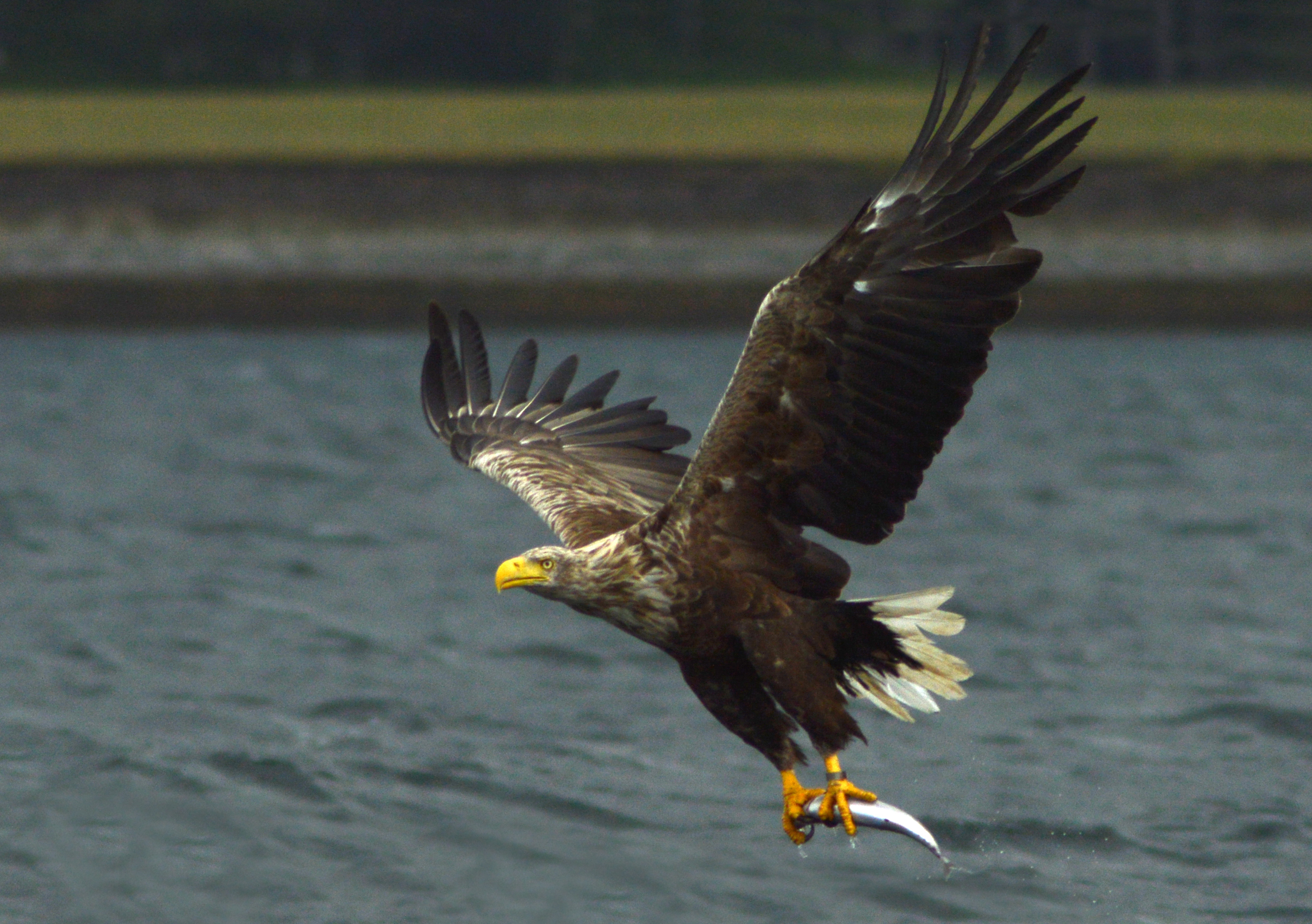
Орлан-білохвіст під час полювання

На аверсі монети в обрамленні вінка, утвореного із зображень окремих видів флори і фауни, розміщено малий Державний Герб України та написи: «УКРАЇНА/10/ГРИВЕНЬ/2019».

### Реверс
На реверсі монети на дзеркальному тлі зображено орлана-білохвоста та написи півколом: «ОРЛАН-БІЛОХВІСТ» (угорі ліворуч), «HALIAEETUS ALBICILLA» (унизу).

## Автори

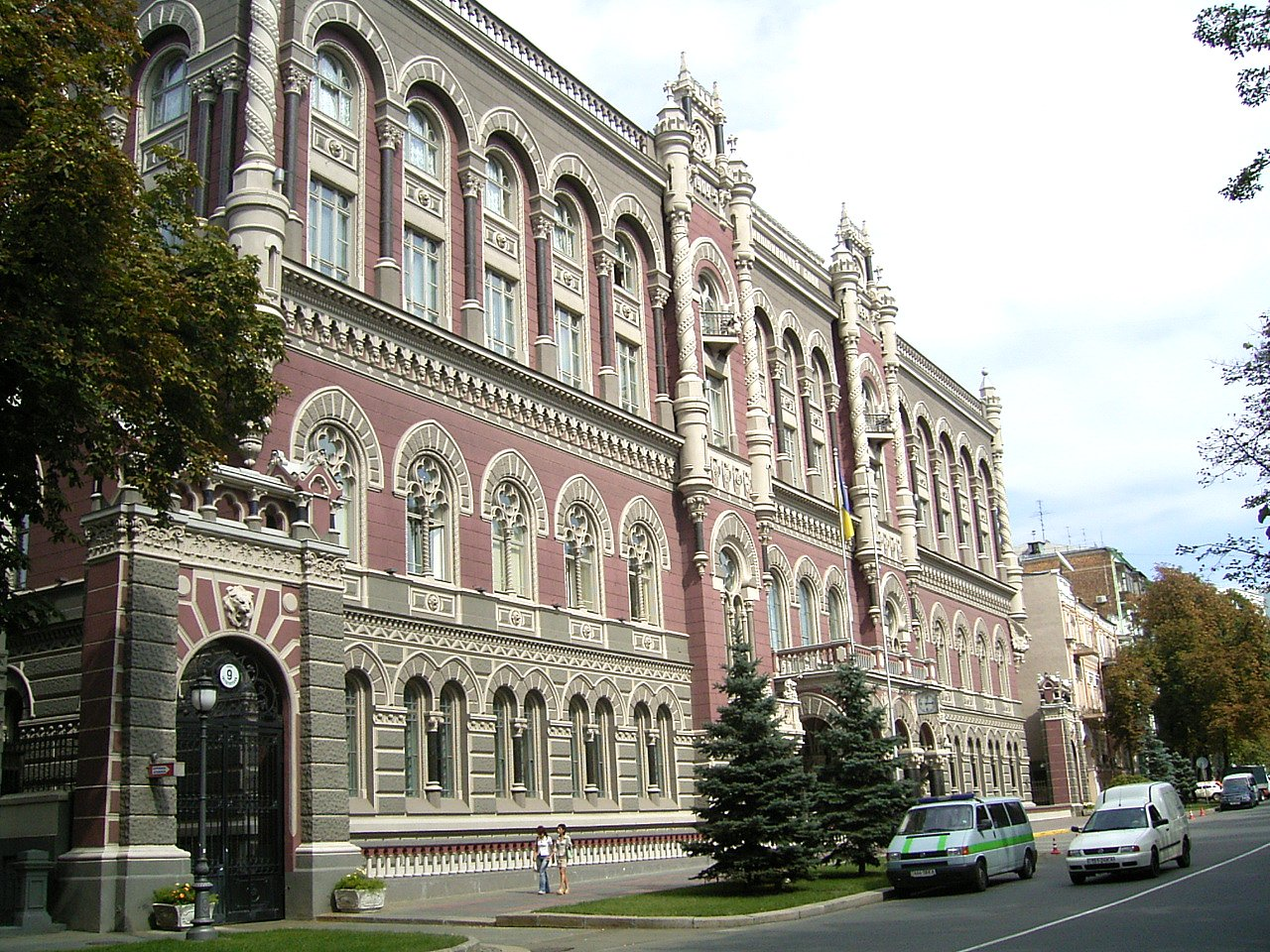
Будівля Національного банку України

- Художник — Дем'яненко Володимир.
- Скульптор — Дем'яненко Володимир.

## Вартість монети
Під час введення монети в обіг 2019 року, Національний банк України реалізовував монету за ціною 898 гривень.
Фактична приблизна вартість монети з роками змінювалася так:
| Рік        | 2020  | 2021  | 2022  | 2023  | 2024  | 2025  |
| ---------- | ----- | ----- | ----- | ----- | ----- | ----- |
| Ціна, грн. | 1 320 | 2 900 | 3 200 | 3 600 | 6 400 | 5 600 |